# Velká cena Německa silničních motocyklů 2007
Velká cena Německa se uskutečnila od 13.-15. července, 2007 na okruhu Sachsenring.

## Moto GP
Opět krásný souboj mezi Rossim a Stonerem okořenil Velkou cenu Nizozemska. I tak ale po vítězství v Nizozemsku Valentino Rossi mluvil o titulu opatrně.
Po spekulacích o odchodu Daniela Pedrosy se objevily další zprávy, že Nicky Hayden po sezóně odejde z týmu Repsol Honda. Sám obhájce titulu však naznačil, že dá přednost spolupráci s Hondou i v příštím roce.
Toniho Eliase, který se zranil v Assenu, nahradí současný jezdec mistrovství světa Superbiků Ital Michel Fabrizio.
Casey Stoner pojede v závodě v Sachsenringu vůbec poprvé. Loni zde nestartoval do závodu pro nehodu v zahřívacím kole a lékaři mu nedovolili postavit se na start. I tak ale Stonerovi ambice zůstávají nezměněné.
Domácí jezdec Alex Hofmann označil závod v Německu za nejdůležitější ve své kariéře.
Vyrojily se tvrzení, že John Hopkins údajně podepsal v Assenu smlouvu s týmem Kawasaki na rok 2008. Kawasaki na rozdíl od jiných týmů, které měly zájem o Hopkinse přistoupila na Američanovy vysoké finanční požadavky. Suzuki ale má stále zájem na prodloužení smlouvy s Chrisem Vermeulenem a o druhé sedačce jedná tým také s Marcem Melandrim a Alexem de Angelisem.
Potvrdila se zpráva o příchodu mistra světa třídy 250 cc Jorgeho Lorenza. Ten by nahradil v týmu Fiat Yamaha Colina Edwardse, který by s největší pravděpodobností zůstal u Yamahy a přešel
jen do týmu Tech 3.

## Kvalifikace
| *                                                 | *                                                | *                                                |
| _______1_______ Casey Stoner Ducati1 1:22.384     |                                                  |                                                  |
|                                                   | _______2_______ Daniel Pedrosa Honda 1:22.388    |                                                  |
|                                                   |                                                  | _______3_______ Marco Melandri Honda 1:22.397    |
| _______4_______ Randy de Puniet Kawasaki 1:22.539 |                                                  |                                                  |
|                                                   | _______5_______ John Hopkins Suzuki 1:22.561     |                                                  |
|                                                   |                                                  | _______6_______ Valentino Rossi Yamaha 1:22.605  |
| _______7_______ Loris Capirossi Ducati 1:22.615   |                                                  |                                                  |
|                                                   | _______8_______ Alex Barros Ducati 1:22.897      |                                                  |
|                                                   |                                                  | _______9_______ Sylvain Guintoli Yamaha 1:22.958 |
| _______10_______ Shinya Nakano Honda 1:22.969     |                                                  |                                                  |
|                                                   | _______11_______ Chris Vermeulen Suzuki 1:23.039 |                                                  |
|                                                   |                                                  | _______12_______ Anthony West Kawasaki 1:23.056  |
| _______13_______ Colin Edwards Yamaha 1:23.090    |                                                  |                                                  |
|                                                   | _______14_______ Nicky Hayden Honda 1:23.151     |                                                  |
|                                                   |                                                  | _______15_______ Carlos Checa Honda 1:23.182     |
| _______16_______ Alex Hofmann Ducati 1:23.199     |                                                  |                                                  |
|                                                   | _______17_______ Michel Fabrizio Honda 1:23.491  |                                                  |
|                                                   |                                                  | _______18_______ Makoto Tamada Yamaha 1:23.744   |
| _______19_______ Kurtis Roberts KR212V 1:24.209   |                                                  |                                                  |
| ------------------------------------------------- | ------------------------------------------------ | ------------------------------------------------ |

## Závod
| Pos | #  | Jezdec           | Stroj    | Kola | Čas       | Rošt | Body |
| --- | -- | ---------------- | -------- | ---- | --------- | ---- | ---- |
| 1   | 26 | Daniel Pedrosa   | Honda    | 30   | 41:53.196 | 2    | 25   |
| 2   | 65 | Loris Capirossi  | Ducati   | 30   | +13.166   | 7    | 20   |
| 3   | 1  | Nicky Hayden     | Honda    | 30   | +16.771   | 14   | 16   |
| 4   | 5  | Colin Edwards    | Yamaha   | 30   | +18.299   | 13   | 13   |
| 5   | 27 | Casey Stoner     | Ducati   | 30   | +31.426   | 1    | 11   |
| 6   | 33 | Marco Melandri   | Honda    | 30   | +31.917   | 3    | 10   |
| 7   | 21 | John Hopkins     | Suzuki   | 30   | +33.395   | 5    | 9    |
| 8   | 13 | Anthony West     | Kawasaki | 30   | +41.194   | 12   | 8    |
| 9   | 66 | Alex Hofmann     | Ducati   | 30   | +43.214   | 16   | 7    |
| 10  | 84 | Michel Fabrizio  | Honda    | 30   | +44.459   | 17   | 6    |
| 11  | 71 | Chris Vermeulen  | Suzuki   | 30   | +1:01.894 | 11   | 5    |
| 12  | 80 | Kurtis Roberts   | KR212V   | 30   | +1:10.721 | 19   | 4    |
| 13  | 6  | Makoto Tamada    | Yamaha   | 28   | +2 kola   | 18   | 3    |
| 14  | 7  | Carlos Checa     | Honda    | 27   | +3 kola   | 15   | 2    |
| Ret | 14 | Randy de Puniet  | Kawasaki | 29   | Porucha   | 4    |      |
| Ret | 56 | Shinya Nakano    | Honda    | 19   | Porucha   | 10   |      |
| Ret | 4  | Alex Barros      | Ducati   | 9    | Nehoda    | 8    |      |
| Ret | 46 | Valentino Rossi  | Yamaha   | 5    | Nehoda    | 6    |      |
| Ret | 50 | Sylvain Guintoli | Ducati   | 3    | Porucha   | 9    |      |

## Průběžná klasifikace jezdců a týmů
| Pos | #  | Jezdec          | Stroj  | Body |
| --- | -- | --------------- | ------ | ---- |
| 1   | 27 | Casey Stoner    | Ducati | 196  |
| 2   | 46 | Valentino Rossi | Yamaha | 164  |
| 3   | 26 | Daniel Pedrosa  | Honda  | 144  |
| 4   | 21 | John Hopkins    | Suzuki | 103  |
| 5   | 33 | Marco Melandri  | Honda  | 97   |
| 6   | 71 | Chris Vermeulen | Suzuki | 93   |
| 7   | 5  | Colin Edwards   | Yamaha | 88   |
| 8   | 65 | Loris Capirossi | Ducati | 77   |
| 9   | 1  | Nicky Hayden    | Honda  | 73   |
| 10  | 4  | Alex Barros     | Ducati | 69   |

| Pos | Tým                  | Továrna  | Body |
| --- | -------------------- | -------- | ---- |
| 1   | Ducati Marlboro Team | Ducati   | 273  |
| 2   | Fiat Yamaha Team     | Yamaha   | 245  |
| 3   | Repsol Honda Team    | Honda    | 217  |
| 4   | Rizla Suzuki MotoGP  | Suzuki   | 196  |
| 5   | Honda Gresini        | Honda    | 152  |
| 6   | Pramac d'Antin       | Ducati   | 129  |
| 7   | Kawasaki Racing Team | Kawasaki | 69   |
| 8   | Dunlop Yamaha Tech 3 | Yamaha   | 41   |
| 9   | Honda LCR            | Honda    | 27   |
| 10  | Konica Minolta Honda | Honda    | 25   |
| 11  | Team Roberts         | KR212V   | 12   |

| Pos | Továrna  | Body |
| --- | -------- | ---- |
| 1   | Ducati   | 208  |
| 2   | Yamaha   | 184  |
| 3   | Honda    | 174  |
| 4   | Suzuki   | 131  |
| 5   | Kawasaki | 64   |
| 6   | KR212V   | 12   |

## Kvalifikace
| *                                                | *                                                   | *                                                 | *                                                |
| _______1_______ Mika Kallio KTM 1:24.413         |                                                     |                                                   |                                                  |
|                                                  | _______2_______ Andrea Dovizioso Honda 1:24.643     |                                                   |                                                  |
|                                                  |                                                     | _______3_______ Alex de Angelis Aprilia 1:24.647  |                                                  |
|                                                  |                                                     |                                                   | _______4_______ Jorge Lorenzo Aprilia 1:24.735   |
| _______5_______ Julian Simon Honda 1:24.845      |                                                     |                                                   |                                                  |
|                                                  | _______6_______ Hiroshi Aoyama KTM 1:24.870         |                                                   |                                                  |
|                                                  |                                                     | _______7_______ Hector Barbera Aprilia 1:24.910   |                                                  |
|                                                  |                                                     |                                                   | _______8_______ Marco Simoncelli Gilera 1:24.928 |
| _______9_______ Alvaro Bautista Aprilia 1:25.082 |                                                     |                                                   |                                                  |
|                                                  | _______10_______ Yuki Takahashi Honda 1:25.099      |                                                   |                                                  |
|                                                  |                                                     | _______11_______ Aleix Espargaro Aprilia 1:25.213 |                                                  |
|                                                  |                                                     |                                                   | _______12_______ Thomas Lüthi Aprilia 1:25.240   |
| _______13_______ Dirk Heidolf Aprilia 1:25.585   |                                                     |                                                   |                                                  |
|                                                  | _______14_______ Roberto Locatelli Gilera 1:25.599  |                                                   |                                                  |
|                                                  |                                                     | _______15_______ Alex Baldolini Aprilia 1:25.616  |                                                  |
|                                                  |                                                     |                                                   | _______16_______ Fabrizio Lai Aprilia 1:25.800   |
| _______17_______ Shuhei Aoyama Honda 1:25.856    |                                                     |                                                   |                                                  |
|                                                  | _______18_______ Taro Sekiguchi Aprilia 1:26.225    |                                                   |                                                  |
|                                                  |                                                     | _______19_______ Efren Vazquez Aprilia 1:26.236   |                                                  |
|                                                  |                                                     |                                                   | _______20_______ Karel Abraham Aprilia 1:26.685  |
| _______21_______ Jules Cluzel Aprilia 1:26.890   |                                                     |                                                   |                                                  |
|                                                  | _______22_______ Ratthapark Wilairot Honda 1:26.960 |                                                   |                                                  |
|                                                  |                                                     | _______23_______ Alvaro Molina Aprilia 1:27.066   |                                                  |
|                                                  |                                                     |                                                   | _______24_______ Imre Toth Aprilia 1:27.644      |
| _______25_______ Dan Linfoot Aprilia 1:27.886    |                                                     |                                                   |                                                  |
|                                                  | _______26_______ Eugene Laverty Honda 1:27.984      |                                                   |                                                  |
|                                                  |                                                     | _______27_______ Joshua Sommer Honda 1:28.840     |                                                  |
|                                                  |                                                     |                                                   | _______28_______ Thomas Walther Honda 1:28.962   |
| ------------------------------------------------ | --------------------------------------------------- | ------------------------------------------------- | ------------------------------------------------ |

## Závod
| Pos | #  | Jezdec              | Stroj   | Kola | Čas       | Rošt | Body |
| --- | -- | ------------------- | ------- | ---- | --------- | ---- | ---- |
| 1   | 4  | Hiroshi Aoyama      | KTM     | 29   | 41:16.191 | 6    | 25   |
| 2   | 36 | Mika Kallio         | KTM     | 29   | +0.119    | 1    | 20   |
| 3   | 3  | Alex de Angelis     | Aprilia | 29   | +0.274    | 3    | 16   |
| 4   | 1  | Jorge Lorenzo       | Aprilia | 29   | +0.579    | 4    | 13   |
| 5   | 34 | Andrea Dovizioso    | Honda   | 29   | +1.296    | 2    | 11   |
| 6   | 80 | Hector Barbera      | Aprilia | 29   | +11.851   | 7    | 10   |
| 7   | 58 | Marco Simoncelli    | Gilera  | 29   | +17.308   | 8    | 9    |
| 8   | 55 | Yuki Takahashi      | Honda   | 29   | +22.309   | 10   | 8    |
| 9   | 12 | Thomas Lüthi        | Aprilia | 29   | +28.858   | 12   | 7    |
| 10  | 15 | Robeto Locatelli    | Gilera  | 29   | +35.983   | 14   | 6    |
| 11  | 41 | Aleix Espargaro     | Aprilia | 29   | +37.377   | 11   | 5    |
| 12  | 73 | Shuhei Aoyama       | Honda   | 29   | +42.211   | 17   | 4    |
| 13  | 28 | Dirk Heidolf        | Aprilia | 29   | +51.095   | 13   | 3    |
| 14  | 25 | Alex Baldolini      | Aprilia | 29   | +53.416   | 15   | 2    |
| 15  | 16 | Jules Cluzel        | Aprilia | 29   | +55.996   | 21   | 1    |
| 16  | 44 | Taro Sekiguchi      | Aprilia | 29   | +56.105   | 18   |      |
| 17  | 19 | Alvaro Bautista     | Aprilia | 29   | +1:07.435 | 9    |      |
| 18  | 32 | Fabrizio Lai        | Aprilia | 29   | +1:09.728 | 16   |      |
| 19  | 8  | Ratthapark Wilairot | Aprilia | 29   | +1:17.640 | 22   |      |
| Ret | 17 | Karel Abraham       | Aprilia | 19   | Porucha   | 20   |      |
| Ret | 38 | Thomas Walther      | Honda   | 19   | Nehoda    | 28   |      |
| Ret | 50 | Eugene Laverty      | Honda   | 18   | Nehoda    | 26   |      |
| Ret | 60 | Julian Simon        | Honda   | 14   | Nehoda    | 5    |      |
| Ret | 10 | Imre Toth           | Aprilia | 12   | Porucha   | 24   |      |
| Ret | 45 | Dan Linfoot         | Aprilia | 4    | Nehoda    | 25   |      |
| Ret | 31 | Alvaro Molina       | Aprilia | 4    | Porucha   | 23   |      |
| Ret | 18 | Joshua Sommer       | Honda   | 3    | Porucha   | 27   |      |
| Ret | 7  | Efren Vazquez       | Aprilia | 3    | Porucha   | 19   |      |

## Průběžná klasifikace jezdců a továren
| Pos | #  | Jezdec           | Stroj   | Body |
| --- | -- | ---------------- | ------- | ---- |
| 1   | 1  | Jorge Lorenzo    | Aprilia | 191  |
| 2   | 3  | Alex de Angelis  | Aprilia | 171  |
| 3   | 34 | Andrea Dovizioso | Honda   | 166  |
| 4   | 19 | Alvaro Bautista  | Aprilia | 116  |
| 5   | 80 | Hector Barbera   | Aprilia | 90   |
| 6   | 4  | Hiroshi Aoyama   | KTM     | 78   |
| 7   | 36 | Mika Kallio      | KTM     | 78   |
| 8   | 12 | Thomas Lüthi     | Aprilia | 63   |
| 9   | 60 | Julian Simon     | Honda   | 61   |
| 10  | 58 | Marco Simoncelli | Gilera  | 57   |

| Pos | Továrna | Body |
| --- | ------- | ---- |
| 1   | Aprilia | 231  |
| 2   | Honda   | 166  |
| 3   | KTM     | 102  |
| 4   | Gilera  | 60   |